# Bilthoven vasútállomás
Bilthoven vasútállomás vasútállomás Hollandiában, De Bilt városában.

## Vasútvonalak
Az állomást az alábbi vasútvonalak érintik:
- Utrecht–Kampen-vasútvonal

## Kapcsolódó állomások
A vasútállomáshoz az alábbi állomások vannak a legközelebb:
- Utrecht Overvecht vasútállomás
- Den Dolder vasútállomás